# Keigo Higashi
Keigo Higashi (東 慶悟?, Higashi Keigo; Kitakyūshū, 20 luglio 1990) è un calciatore giapponese, centrocampista dell'FC Tokyo.

## Caratteristiche tecniche
Trequartista, può giocare come ala su entrambe le fasce. È un calciatore dotato di controllo di palla, dribbling, senso della posizione, e visione di gioco, di piede destro è capace di trovare la rete calciando pure col sinistro, inoltre è in grado di segnare anche di testa, e oltre a essere un discreto finalizzatore ha pure un buon fiuto per l'assist.

## Carriera

### Club

#### Oita Trinita e Omiya Ardija
Formatosi nell'Oita Trinita, esordisce con il sodalizio di Ōita nella stagione 2009. Segnerà la sua prima rete nella Coppa Suruga perdendo per 2-1 contro l'International. Durante l'edizione 2009 della Coppa dell'Imperatore segnerà un gol contro il Tokyo Musashino e la partita finirà sul 3-3 e l'Oita Trinita vincerà ai rigori per 4-3 e Higashi segnerà dal dischetto. La squadra si classifica al 17º posto venendo retrocessa nella J2 League dove segnerà un gol nella vittoria perm 3-1 ai danni del Thespakusatsu Gunma e con una rete deciderà la vittoria su 1-0 battendo il Tokushima Vortis
Nel 2011 viene ingaggiato dall'Omiya Ardija tornando a giocare in prima divisione, segnando otto gol in campionato nella prima stagione con la squadra, con le sue reti deciderà la vittoria di misura per 1-0 sia contro il Montedio Yamagata che contro il Kawasaki Frontale, inoltre segnerà una doppietta vincendo per 3-1 contro il Ventforet Kofu. Il 15 dicembre 2012 segnerà per l'ultima volta con la maglia dell'Omiya Ardija con una doppietta nella vittoria per 4-3 contro il Kawasaki Frontale.

#### FC Tokyo
Nel 2013 viene acquistato dal FC Tokyo. Segnerà il suo primo gol per la squadra il 23 marzo 2013 con la rete del 4-2 battendo il Kashima Antlers.  Nel 2020 vincerà la Coppa del Giappone giocando la finale dove prevarranno per 2-1 contro il Kashiwa Reysol.

### Nazionale
Ha giocato con la nazionale del Giappone Under-23 ai Giochi asiatici nel 2010 vincendo l'oro, ai quarti di finale segnerà la rete con cui il Giappone vincerà per 1-0 contro la Thailandia. Nel 2011 prenderà parte ad alcune partite amichevoli, sempre con la Nazionale Under-23, segnando delle reti in varie vittorie, come quella del 2-1 ai danni dell'Uzbekistan, o quelle vinte per 2-0 contro la Malesia e il Bahrain.
Higashi è stato selezionato per fare parte della spedizione olimpica nipponica a Giochi di Londra, nella semifinale contro il Messico fornirà al suo compagno Yūki Ōtsu l'assist vincente con cui quest'ultimo segnerà il gol che aprirà le marcature nella sconfitta per 3-1.

## Statistiche

### Cronologia presenze in nazionale
| Cronologia completa delle presenze e delle reti in nazionale ― Giappone olimpica | Cronologia completa delle presenze e delle reti in nazionale ― Giappone olimpica | Cronologia completa delle presenze e delle reti in nazionale ― Giappone olimpica | Cronologia completa delle presenze e delle reti in nazionale ― Giappone olimpica | Cronologia completa delle presenze e delle reti in nazionale ― Giappone olimpica | Cronologia completa delle presenze e delle reti in nazionale ― Giappone olimpica | Cronologia completa delle presenze e delle reti in nazionale ― Giappone olimpica | Cronologia completa delle presenze e delle reti in nazionale ― Giappone olimpica |
| Data                                                                             | Città                                                                            | In casa                                                                          | Risultato                                                                        | Ospiti                                                                           | Competizione                                                                     | Reti                                                                             | Note                                                                             |
| -------------------------------------------------------------------------------- | -------------------------------------------------------------------------------- | -------------------------------------------------------------------------------- | -------------------------------------------------------------------------------- | -------------------------------------------------------------------------------- | -------------------------------------------------------------------------------- | -------------------------------------------------------------------------------- | -------------------------------------------------------------------------------- |
| 26-7-2012                                                                        | Glasgow                                                                          | Spagna olimpica                                                                  | 0 – 1                                                                            | Giappone olimpica                                                                | Olimpiadi 2012 - 1º turno                                                        | -                                                                                |                                                                                  |
| 29-7-2012                                                                        | Newcastle                                                                        | Giappone olimpica                                                                | 1 – 0                                                                            | Marocco olimpica                                                                 | Olimpiadi 2012 - 1º turno                                                        | -                                                                                |                                                                                  |
| 1-8-2012                                                                         | Coventry                                                                         | Giappone olimpica                                                                | 0 – 0                                                                            | Honduras olimpica                                                                | Olimpiadi 2012 - 1º turno                                                        | -                                                                                | 87’                                                                              |
| 4-8-2012                                                                         | Manchester                                                                       | Giappone olimpica                                                                | 3 – 0                                                                            | Egitto olimpica                                                                  | Olimpiadi 2012 - Quarti di finale                                                | -                                                                                | 71’                                                                              |
| 7-8-2012                                                                         | Londra                                                                           | Messico olimpica                                                                 | 3 – 1                                                                            | Giappone olimpica                                                                | Olimpiadi 2012 - Semifinale                                                      | -                                                                                | 71’                                                                              |
| 10-8-2012                                                                        | Cardiff                                                                          | Corea del Sud olimpica                                                           | 2 – 0                                                                            | Giappone olimpica                                                                | Olimpiadi 2012 - Finale 3º posto                                                 | -                                                                                | 62’                                                                              |
| Totale                                                                           |                                                                                  | Presenze                                                                         | 6                                                                                |                                                                                  | Reti                                                                             | 0                                                                                |                                                                                  |

## Palmarès

### Club

#### Competizioni nazionali
- Coppa J. League: 1

FC Tokyo: 2020

### Nazionale
- Giochi asiatici: 1

2010